# تبة تي (مقاطعة دورود)
تبة تي (بالفارسية: تپه تیخن 2) هي معلم جغرافي تقع في قسم دورود الريفي (مقاطعة دورود) في إيران. يقدر عدد سكانها بـ 181 نسمة .